# Senorbì
Der Ort Senorbì ist der Knotenpunkt der fruchtbaren Region Trexenta (von der antiken Bezeichnung „Dreißig Dörfer“) 40 km von Cagliari, im Norden der Metropolitanstadt Cagliari auf Sardinien mit 4793 Einwohnern (Stand 31. Dezember 2023).
Der Ort hat seit dem Jahre 1971 eine stetig steigende Einwohnerzahl. Die Gegend lebt vom Ackerbau, insbesondere von der Olivenproduktion.
Sehenswert ist das Museo Archeologico Comunale Sa Domu Nosta.
Ein Sohn der Stadt ist der Bildhauer und Künstler Giuseppe Antonio Lonis (1720–1805) der unter anderem die Jungfrau mit dem Rosenkranz (heute in Villacidro: Museo d’Arte e di Arredi Sacri) und die Skulptur des Heiligen Ephisius schuf, die in Cagliari steht. Die zahlreichen archäologischen Funde aus der Umgebung sind im Museo „Sa domu nosta“ ausgestellt.
Die Nachbarorte sind Ortacesus und Suelli.

## Söhne und Töchter
- Giuseppe Antonio Lonis (1720–1805), Bildhauer
- Antioco Piseddu (1936–2025), römisch-katholischer Bischof von Lanusei